# (1224) Fantasia
(1224) Fantasia – planetoida z pasa głównego asteroid okrążająca Słońce w ciągu 3 lat i 183 dni w średniej odległości 2,31 au. Została odkryta 29 sierpnia 1927 roku w Obserwatorium Simejiz na górze Koszka na Półwyspie Krymskim przez Siergieja Bielawskiego i Nikołaja Iwanowa. Nazwa planetoidy pochodzi od łacińskiej nazwy wyobraźni. Przed nadaniem nazwy planetoida nosiła oznaczenie tymczasowe (1224) 1927 SD.